# Siège de Cadix
Pour les articles homonymes, voir Bataille de Cadix.
Guerre d'indépendance espagnole
Batailles
- Dos de Mayo
- Tolède
- Bruc
- Valdepeñas
- Pont d'Alcolea
- Port de Cadix
- Olhão
- Cabezón
- Gérone (1er)
- Saragosse (1er)
- Valence (1er)
- Medina de Rioseco
- Bailén
- Gérone (2e)
- Évora
- Roliça
- Vimeiro

- Durango (10-1808)
- Balmaseda (11-1808)
- Burgos (11-1808)
- Roses (11-1808)
- Espinosa (11-1808)
- Tudela (11-1808)
- Bubierca (11-1808)
- Somosierra (11-1808)
- Cardedeu (12-1808)
- Saragosse (12-1808)
- 1re Molins de Rei (12-1808)
- Sahagún (12-1808)
- Benavente (12-1808)
- Mansilla (12-1808)
- Castelló d'Empúries (01-1809)
- Cacabelos (01-1809)
- Lugo (01-1809)
- Zamora (01-1809)
- Astorga (01-1809)
- La Corogne (01-1809)

- Chaves
- Villafranca (1re)
- Braga
- Amarante
- Lugo
- Verín
- Porto (1re)
- Vigo
- Grijó
- Porto (2de)
- Ponte Sampaio

- Uclès
- Yevenes
- Ciudad Real (es)
- Miajadas
- Medellín
- Alcantara
- Talavera
- Arzobispo
- Almonacid
- Baños
- Tamames
- Hostalrich
- Ocaña
- Alba de Tormes
- Cadix
- Valverde

- Valls (1re)
- 2e Molins de Rei (03-1809) (ca)
- Gérone
- Alcañiz
- María-Belchite
- Mollet
- Vich
- Villafranca (2e)
- Lérida
- Mequinenza
- La Bisbal
- Tortose
- Valls (2e)
- Tarragone (1er)
- Montserrat
- Sagonte
- Valence
- Castalla (1er)
- Castalla (2e)
- Tarragone (2e)
- Ordal

- Astorga (03-1810)
- Ciudad Rodrigo (04-1810)
- Barquilla (07-1810)
- La Côa (07-1810)
- Almeida (07-1810)
- Villagarcia (08-1810)
- Trant
- Fuente de Cantos (09-1810)
- Buçaco (09-1810)
- Torres Vedras
- Pombal (03-1811)
- Redinha (03-1811)
- Condeixa
- Casal Novo (03-1811)
- Foz de Arouce (03-1811)
- Sabugal (04-1811)
- Fuentes de Oñoro (05-1811)
- Almeida  (04-1811)

- Cadix
- Fuengirola
- Baza
- Barrosa
- Zújar
- Bornos (1er)
- Tarifa
- Bornos (2e)

- Olivença (01-1811)
- Gebora (02-1811)
- Campo Maior (03-1811)
- 1re Badajoz (04-1811)
- Fuentes de Oñoro (05-1811)
- Albuera (05-1811)
- Usagre (05-1811)
- Cogorderos (06-1811)
- Carpio (09-1811)
- El Bodón (09-1811)
- Aldeia da Ponte (09-1811)
- Arroyomolinos (10-1811)
- Tarifa (12-1811)
- Navas de Membrillo
- Almagro (01-1812)
- 2e Ciudad Rodrigo (01-1812)
- 2e Badajoz (03-1812)
- Villagarcia (04-1812)
- Almaraz (05-1812)
- Maguilla (06-1812)
- Arapiles (07-1812)
- García Hernández (07-1812)
- Majadahonda (08-1812)
- Retiro (08-1812)
- Madrid (08-1812)
- Burgos (09-1812)
- Villodrigo (10-1812)
- Tordesillas (10-1812)
- Alba de Tormes (11-1812) (es)
- San Muñoz (11-1812)

- San Millan-Osma (06/1813)
- Vitoria (06/1813)
- Tolosa (06/1813)
- Saint-Sébastien (1er) (07/1813)
- Pyrénées (07/1813)
- Maya (07/1813)
- Roncevaux (07/1813)
- Sorauren (07/1813)
- Beunza (07/1813)
- Saint-Sébastien (2e) (08/1813)
- San Marcial (08/1813)
- Bidassoa (10/1813)
- Pampelune (10/1813)
- Nivelle (11/1813)
- Nive (12/1813)

- Garris (02/1814)
- Orthez (02/1814)
- Bayonne (02/1814)
- Toulouse (04/1814)

Le siège de Cadix a été le siège de la grande base navale espagnole de Cadix par une armée française du 5 février 1810 au 24 août 1812 pendant la guerre d'indépendance espagnole. À la suite de l'occupation de Séville, la ville de Cadix est devenue le refuge du gouvernement espagnol, et a été la cible d'une armée de 70 000 soldats français sous le commandement des maréchaux Victor et Soult pour l'un des plus importants sièges de la guerre. La défense de la ville se compose initialement de 2 000 troupes espagnoles qui, bénéficiant du prolongement du siège, ont reçu une aide de 10 000 soldats espagnols supplémentaires ainsi que des Britanniques et des troupes portugaises.
Pendant le siège, qui dure deux ans et demi, les Cortes Generales composés de députés issus du Cádiz Cortes et de députés issus des provinces occupées ont élaboré une nouvelle constitution visant à réduire la force de la monarchie, mais qui finalement est révoquée par Ferdinand VII.
En octobre 1810, une force de secours mixte anglo-espagnole est envoyée au secours de la place, mais elle essuie une cuisante défaite lors de la bataille de Fuengirola. Une deuxième tentative s'effectue à Tarifa en 1811, mais s'achève par un nouvel échec. Enfin, lors d'une troisième tentative qui conduit à la bataille de Barrosa, malgré la défaite des troupes françaises sous le commandement du maréchal Victor, le siège n'est pas levé.
En 1812, la défaite de l'armée française à la bataille des Arapiles force les troupes stationnées en Andalousie, sous le commandement de Soult, à se retirer vers la France de peur d'être coupées par les armées alliées. La défaite française aux Arapiles contribue ainsi de façon décisive à la fin de l'occupation militaire française et amorce le début de la libération de l'Espagne, en raison de la survie du gouvernement espagnol assiégé à Cadix et de l'utilisation de cette ville comme point de départ et de ravitaillement des forces alliées anglo-espagnoles.

## Contexte
Au début du XIXe siècle, la guerre est déclarée entre l'empereur des français Napoléon et le Tsar Alexandre Ier empereur de Russie. Napoléon voit l'alliance de la Grande-Bretagne et de la Russie comme une menace pour sa politique. Napoléon écoute son conseiller, le Duc de Cadore, qui recommande que les ports de l'Europe soient fermés au commerce britannique, en précisant que, "une fois dans la province de Cadix, Sire, vous serez en mesure de briser ou de renforcer les liens avec la Russie".
Dès le début de la Guerre de la Péninsule, les Britanniques considèrent comme un objectif prioritaire que le port de Cadix, dans une position vitale et stratégique pour leur marine de guerre, ne tombe pas entre les mains de l'armée française. Il en résulte des tentatives extrêmement puissantes pour forcer les Espagnols à permettre à une garnison britannique d'entrer dans la place, mais sans résultat positif. De telles tentatives avaient été employées avec succès avec les Portugais pour opérer un débarquement à Madeira, mais, en ce qui concerne Cadix, le ressentiment des Espagnols vis-à-vis de leur vieil ennemi, qui avait encore récemment procédé à un blocus de la ville, avait empêché les Britanniques de mettre pied à terre. Les Britanniques avaient fait embarquer à Lisbonne en février 1809 une brigade sous le commandement du Major Général John Randoll Mackenzie, composée de trois régiments: l'East Norfolk, l'Inniskilling, le Worcester, soit environ 2 000 hommes, le Bredin's Company Royal Artillery, et la 4th Company du KGL Artillery, soit environ 200 hommes.
Les Espagnols refusèrent à Mackenzie le droit de débarquer, et ses troupes retournèrent à Lisbonne le 11 mars 1809.
Le maréchal Soult, à la tête de l'armée française d'Andalousie, envahit le Portugal en 1809, mais l'invasion est arrêtée par le général britannique Wellesley (futur duc de Wellington) lors de la seconde bataille de Porto le 12 mai.
Jusqu'à l'automne 1809, Cadix continue d'être le siège d'une garnison militaire espagnole seulement, pendant que les efforts des Britanniques se concentrent sur les suites des batailles d'Oporto et de Talavera. La situation change dramatiquement après l'éclatement des armées espagnoles dans le sud de l'Espagne, consécutivement au retrait de Wellington au Portugal après Talavera et à l'échec de la tentative espagnole de continuer par eux-mêmes une offensive contre les troupes françaises. L'énorme défaite espagnole à Ocana les 18 et 19 novembre 1809 permet aux troupes françaises de s'enfoncer dans l'intérieur de l'Andalousie et poursuivre une petite force espagnole qui se replie à Cadix.
Début 1810, la guerre de la péninsule est dans une impasse, l'armée française raffermissant ses positions sur le territoire espagnol. Les postes de défense du Portugal sont renforcés par Wellesley avec la construction des lignes de Torres Vedras pour protéger Lisbonne, mais le reste des forces espagnoles est contraint de se replier. Une armée de 10 000 Espagnols, commandée par Manuel la Peña, est poursuivie dans le sud par l'armée d'Andalousie sous le commandement de Soult, et se replie sur Cadix, où les Français, après une demande de reddition refusée, entreprennent de faire le siège de la place. Les députés du Cortes de Cadix désignent alors en leur sein des dirigeants, qui forment ensemble un gouvernement espagnol indépendant.

## Déroulement
Le terrain entourant les fortifications de Cadix se prête difficilement à une attaque par les troupes de Victor. En outre, pendant l'année 1811, l'armée française souffre d'un manque de nourriture et de fournitures, notamment de munitions pour les canons, ceux-ci ne pouvant plus tirer qu'un ou deux coups par jour. Enfin, les assiégeants essuient les attaques continuelles de la guérilla espagnole sur leurs arrières ainsi que sur leurs lignes de communications internes avec l'Andalousie. À de nombreuses reprises, les Français sont obligés d'envoyer des escortes de 150 à 200 hommes pour protéger les courriers et les convois de ravitaillement dans l'arrière-pays. Devant les difficultés rencontrées par les Français lors du siège, l'historien britannique Michael Glover émet le jugement suivant :

« Le siège de Cadix par les troupes françaises était largement illusoire. Il n'y avait aucun réel espoir qu'elles puissent prendre la place. Plus réel était le siège des troupes françaises en Andalousie. Les guérillas espagnoles dans les montagnes de Murcie harassaient constamment les Français dans la partie est de la province. Elles étaient constamment défaites, mais se reformaient aussitôt. Une armée de brigands sous la conduite du général Ballesteros opérait habituellement à l'intérieur de l'Andalousie même. Soult envoyait régulièrement des troupes contre ces bandes, mais elles s'échappaient toujours… L'emprise des troupes françaises n'existait seulement que dans la plaine du Guadalquivir et à Séville. »

Des renforts français continuent d'arriver jusqu'au 20 avril, renforts dont la venue est facilitée par la prise du fort espagnol de Puerto Real gardant la route d'accès à travers les marais. La chute du fort fournit également aux artilleurs français une position de choix pour tirer sur les navires de ravitaillement venant et sortant du port de Cadix.

## Fin du siège
Le 22 juillet 1812, Wellesley remporte une victoire décisive sur les troupes françaises commandées par le maréchal Marmont lors de la bataille des Arapiles. Les Britanniques entrent à Madrid le 6 août et remontent ensuite au nord vers Burgos. Réalisant que son armée menace d'être coupée, Soult ordonne un repli général. Le départ des forces stationnées devant Cadix est fixé au 24 août. Après avoir bombardé la ville toute la nuit, les Français détruisent leurs canons et se retirent, poursuivis par les Espagnols. Les forces alliées récupèrent un grand nombre de canons, 30 canonnières et une grande quantité de fournitures de magasins.

## Dans la littérature
- Le siège de Cadix à l'honneur de Bernard Cornwell's Sharpe Fureur, dans lequel Richard Sharpe est forcé d'aider à défendre la ville contre les français avant de prendre part à la Bataille de la Barrosa[16].
- Arturo Pérez-Reverte's El asedio (es) est un meurtre et mystère mis à Cadix pendant le siège.

## Bibliographie

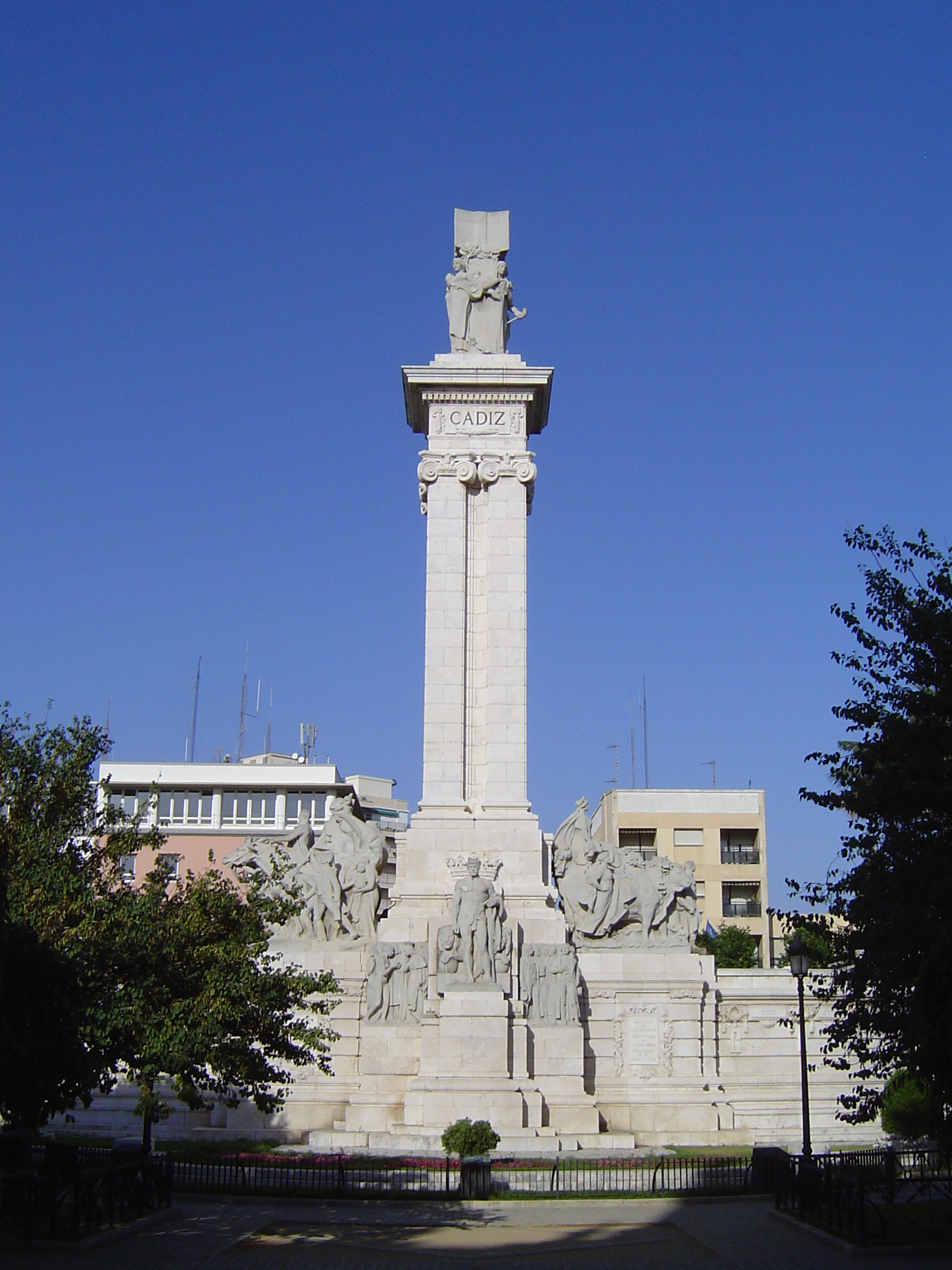
Un monument à Cadix aux Cortes et la constitution élaboré pendant le siège.